# کی‌سل
کی‌سل (به انگلیسی: Kcell) شرکت مخابراتی قزاقستانی است، که به‌همراه شرکت‌های تله۲ و بی‌لاین، سه اپراتور شبکه جی‌اس‌ام تلفن همراه در قزاقستان می‌باشد.
شرکت کی‌سل در سال ۱۹۹۸ توسط شرکت مخابراتی تلیاسونرا راه‌اندازی شد. در حال حاضر سهام‌داران اصلی کی‌سل، شرکت‌های: تلیاسونرا (۳۰٪)، ترکسل (۲۰٪) و قزاق تلکام (۴۹٪) می‌باشند.
دفتر مرکزی این شرکت در شهر آلماآتی، قزاقستان قرار دارد و بخشی از سهام آن در بازار بورس قزاقستان ذکر شده‌است.